# Turn Around (5, 4, 3, 2, 1)
Turn Around (5, 4, 3, 2, 1) je píseň amerického hip-hopového zpěváka Flo Rida. Píseň pochází z jeho třetího studiového alba Only One Flo (Part 1). Produkce se ujali producenti DJ Frank a Dada Life.

## Hitparáda
| Země        | Umístění |
| ----------- | -------- |
| Austrálie   | 34       |
| Česko       | 53       |
| Kanada      | 46       |
| Finsko      | 16       |
| Anglie      | 41       |
| Nový Zéland | 33       |
| USA         | 98       |